# اتحاد تونغا لكرة القدم
تأسس اتحاد تونغا لكرة القدم في عام 1965م وانضم إلى الإتحاد الدولي لكرة القدم في 1994م وانضم إلى اتحاد أوقيانوسيا لكرة القدم في 1994م.

## روابط إضافية
- الموقع الرسمي
- Tonga at the فيفا website.
- Tonga at the OFC website.